# Robert Paul Wolff
Robert Paul Wolff, född 27 december 1933 i New York, död 6 januari 2025, var en amerikansk politisk filosof och professor vid University of Massachusetts Amherst. Wolff publicerade sig i många diskussioner inom politisk filosofi, till exempel marxism, tolerans (där han argumenterar för anarkism snarare än liberalism), politisk legitimitet och demokrati. Wolff arbetade även med texter om Immanuel Kant.